# Râul Grohotișul, Boia Mare
Râul Grohotișul este un curs de apă, unul din cele două brațe care formează Râul Boia Mare. 